# Celina Jade
Celina Jade Horan (Hong Kong, 10 de junho de 1985) é uma atriz, cantora e modelo sino-estadunidense.

## Filmografia

### Cinema
| Ano  | Título                      | Papel                    |
| ---- | --------------------------- | ------------------------ |
| 2008 | Legendary Assassin          | Hiu Wor                  |
| 2009 | All's Well, Ends Well 2009  | Friend At Birthday Party |
| 2009 | Love Connected              | Mary                     |
| 2012 | The Man with the Iron Fists | Dragon Inn Singer        |
| 2012 | Zombie Guillotines          | Nun                      |
| 2012 | I See You                   | Melissa                  |
| 2013 | Tomorrow Comes Today        | Chin-Chin / Ting-Ting    |
| 2015 | Skin Trade                  | Min                      |

### Televisão
| Ano  | Título              | Papel        |
| ---- | ------------------- | ------------ |
| 2011 | Wish Upon a Star    | Xiao Hui     |
| 2012 | Mister French Taste | Angie Clarke |
| 2013 | Arrow               | Shado/Mei    |

### Jogos eletrônicos
| Ano  | Título                   | Papel    |
| ---- | ------------------------ | -------- |
| 2012 | Sleeping Dogs            | Not Ping |
| 2012 | Nightmare in North Point | Not Ping |